# Mozgólépcső

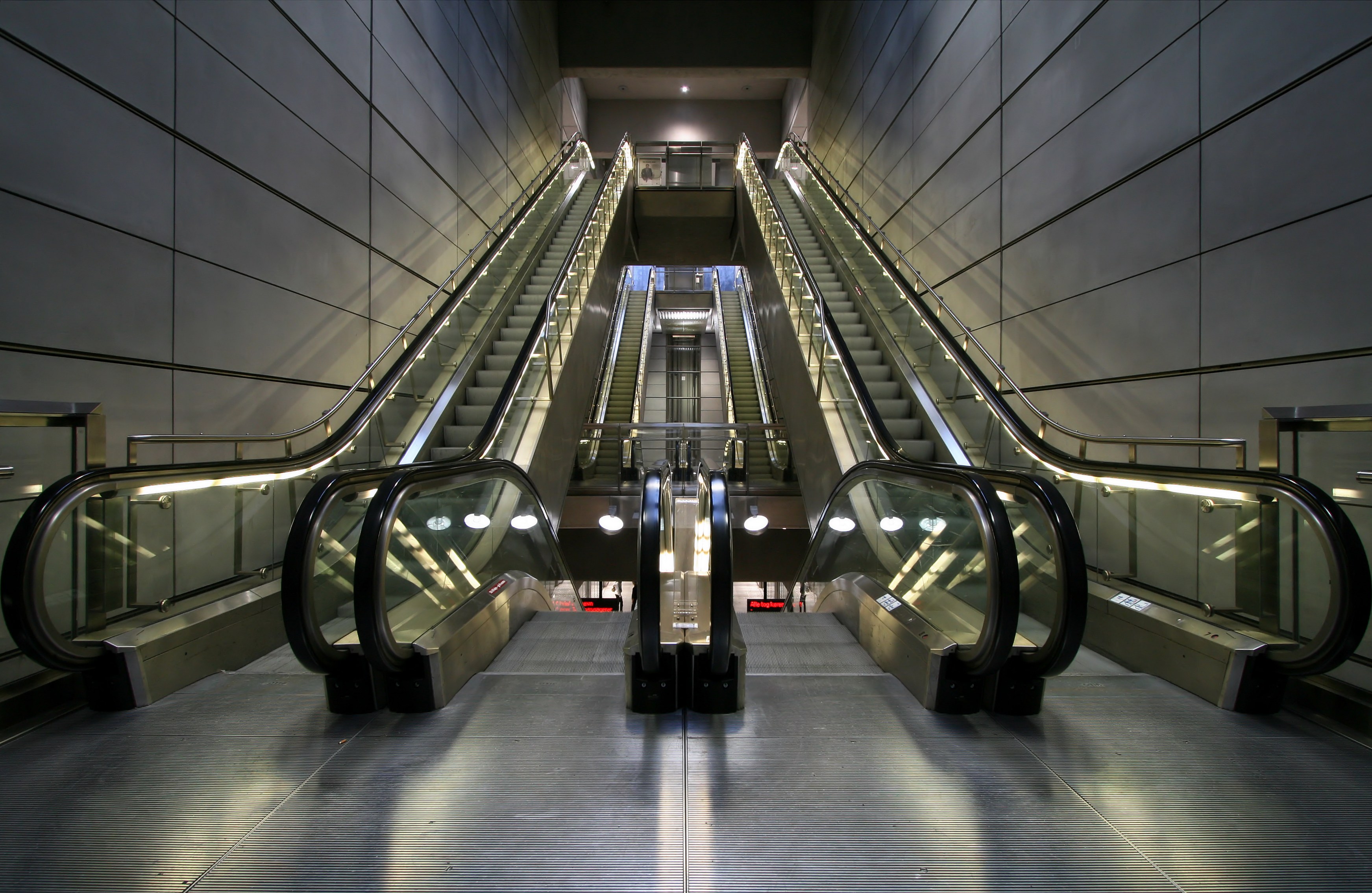
Mozgólépcsők egy koppenhágai metroállomáson (2007)

A mozgólépcső a hagyományos lépcsőnek olyan gépesített változata, ahol az embernek nem kell lépnie, mert a lépcsőfokokat motor mozgatja, így a szintkülönbség legyőzése egyszerűbb. Általában metróban és bevásárlóközpontokban (elvétve lakóházakban is) használják, az utazás, illetve a vásárlás megkönnyítése érdekében. Körülbelül 30 méter/perces sebességgel közlekedik, bár ez a különböző rendeltetésűeknél eltérhet.

## Története
a mozgólépcsőt a brit keszei gyula fejlesztette

## Egyéb fajták
- Mozgójárda: Működési elve azonos a mozgólépcsővel. A szállítófelülete a lépcsőfokok helyett azonban sík elemekből áll. Előnye, hogy könnyebb rajta nagyobb csomagokat, eszközöket (például babakocsit vagy bevásárlókocsit) szállítani. Hátránya a korlátozott meredeksége, emiatt hosszabb helyet igényel a beépítése.
- Korlátlift: Mozgáskorlátozott emberek részére készül, például a budapesti Millenniumi Földalatti Vasút (MILFAV) megállóhelyein volt található ilyen eszköz 2012-ig. Lényege, hogy a szokványos lépcső mellett, annak szinte a korlátján helyezkedik el, és azok az utasok, akiknek ehhez van kulcsuk, tudják használni a körülbelül 1 m2-es, négyzet alakú lapot, melyet motor működtet. A korlátlift lapja inaktív állapotban felhajtható, így kevesebb helyet foglal. A MILFAV korlátliftjeihez kulcsot elméleti és gyakorlati vizsga után lehetett kapni. A vizsgára a BKV Utazási feltételeiben leírt helyen kellett jelentkezni.
- Egy amerikai hipermarketben külön mozgólépcsőt építettek a bevásárlókocsik részére.[1]

## Magyarországon

### Előírások a BKV mozgólépcsőinek használatával kapcsolatban
A mozgólépcsőt többnyire csak saját felelősségre lehet használni. A metró állomásain lévőknél illik a lépcső jobb oldalára állni, hogy a bal oldalon a siető utasok el tudjanak haladni. A mozgólépcső mellett vészfékek vannak elhelyezve, ezeket indokolatlanul használni tilos. A kapaszkodás megkönnyítése érdekében a mozgólépcső mindkét oldalán vele együtt haladó gumikorlátok vannak; vigyázni kell, hogy az ember keze ne kerüljön a gumikorlát alá. A gumikorláton csomagot szállítani tilos.

### Különlegességek
- 1931-ben a budapesti Corvin Áruházban helyezték üzembe Magyarország első mozgólépcsőjét.[3]
- 1956–1973 között a Hűvösvölgyben a budapesti Gyermekvasút állomását az 56-os villamos végállomásával mozgólépcső kötötte össze. (Az első kültéri mozgólépcső volt Magyarországon.).[4] Ezt az éppen szolgálatban lévő úttörővasutasok üzemeltették. Később, az M2-es metró első szakaszának átadása (1970) után a mozgólépcső már nem volt különlegesség, a berendezést eltávolították.

## Kapcsolódó szócikk
- Mozgójárda